# 阿久津博康
阿久津 博康（あくつ ひろやす、1968年 - ）は、日本の国際政治学者。元防衛省防衛研究所政策シミュレーション室長。専門は国際政治学・安全保障論（戦略論含む）。手法はオペレーションズ・リサーチ（OR）、応用数理、ウォーゲーミング（wargaming）等。地域研究としては朝鮮半島や台湾海峡をめぐる政治・軍事等が専門。元日本ウォーゲーミング研究会共同主催者。

## 来歴
1994年慶應義塾大学法学部政治学科卒業、1996年同法学研究科修士課程修了。2006年オーストラリア国立大学大学院博士課程修了、Ph.D.（政治学・国際関係学）を取得。オーストラリア国防大学講師などを経て、2002年3月から2008年3月までNPO法人岡崎研究所主任研究員、その後2022年3月まで防衛研究所主任研究官、同政策シミュレーション室長等歴任。
テレビ朝日「朝まで生テレビ!｣に数回出演。趣味は無外流居合。